# Werner Herzog
Werner Herzog, właśc. Werner Stipetić (ur. 5 września 1942 w Monachium) – niemiecki reżyser filmowy, teatralny i operowy; scenarzysta, producent filmowy, aktor, pisarz i poeta pochodzenia chorwackiego.

## Życiorys
Werner Herzog urodził się w Monachium jako syn Elizabeth Stipetić, Chorwatki burgenlandzkiej, i Dietricha Herzoga, Niemca. Wychowywał się z dwoma braćmi – Luckim i Tilbertem. Wraz z rodziną wyjechał z Monachium do odciętej od świata bawarskiej wioski Sachrang, po tym, jak dom ich sąsiadów został zniszczony w wyniku bombardowania.
W wieku 12 lat przeniósł się wraz z rodziną z powrotem do Monachium, gdzie dzielili mieszkanie przy ulicy Elisabethstraße z przyszłym aktorem Klausem Kinskim. Był wielokrotnie świadkiem napadów szału Kinskiego, co spowodowało, że postanowił zostać reżyserem filmowym: od tamtego momentu wiedziałem, że będę reżyserem, a on moim aktorem – wspominał później. Po przeprowadzce uczęszczał do szkoły podstawowej. W tym samym roku został poproszony o zaśpiewanie solo przed klasą, czego stanowczo odmówił. Było to dla niego tak silne przeżycie, że do 18 roku życia nie słuchał muzyki ani nie śpiewał. W wywiadach przyznał, że z perspektywy czasu oddałby dziesięć lat ze swojego życia, żeby tylko mógł grać na jakimś instrumencie. Szkoła wpłynęła na niego tak bardzo negatywnie, że nie przeczytał nigdy do końca Fausta, który był wówczas jedną z jego lektur, mimo iż w swojej karierze wielokrotnie przywoływał konteksty z dzieła Goethego.
W wieku lat 14, zainspirowany przeczytanym wstępem do encyklopedii kina, stwierdził, że wszystko, co jest mu potrzebne do realizacji filmów, to profesjonalna kamera. Ukradł ją później z jednej z monachijskich szkół filmowych. Studiował na Uniwersytecie w Monachium oraz w Pittsburghu historię, ekonomię i literaturę niemiecką, jednak żadnego z kierunków nie ukończył.
Na początku lat 60. pracował w hucie metali na nocnej zmianie, aby zdobyć pieniądze na realizację swojego debiutu. Jako reżyser jest samoukiem, w 1963 założył własną firmę producencką Werner Herzog Filmproduktion. Pierwszy film – Heraklesa – nakręcił w 1962. W filmie fabularnym debiutował w 1968 Znakami życia. Światowy rozgłos zdobył filmem Aguirre, gniew boży. Kolejne produkcje filmowe przyniosły mu uznanie w oczach krytyki i widzów (filmy z Kinskim w roli głównej: Nosferatu wampir, Woyzeck, Fitzcarraldo oraz Cobra Verde; filmy z Brunem S. : Zagadka Kaspara Hausera oraz Stroszek i Szklane serce). W 1986 debiutował jako reżyser operowy Doktorem Faustusem; jako teatralny Snem nocy letniej z 1992. Po realizacji fabularnego Krzyku kamienia w 1991 realizował tylko dokumenty. Takie jak Lekcje ciemności czy Mój najlepszy wróg o współpracy z Kinskim odniosły sukces i ugruntowały jego pozycję nie tylko jako wybitnego reżysera fabuł, ale także filmów dokumentalnych.
Produkcje zrealizowane po 2006, czyli Biały diament, Odległa, błękitna planeta, a zwłaszcza Grizzly Man spowodowały renesans zainteresowania jego dokonaniami oraz rewizję jego poprzednich dokonań (Tam, gdzie śnią zielone mrówki i Krzyk kamienia), które nie zawsze były pozytywnie odbierane. Swoją pozycję ugruntował fabułą Operacja Świt oraz nominowanym do Oscara dokumentem poświęconym Antarktydzie Spotkania na krańcach świata (2007).
Jako pisarz debiutował w 1974 zapisem swojej podróży z Monachium do Paryża, zatytułowanym Idąc po lodzie. W 1982 wydał opowiadanie Fitzcarraldo, na podstawie którego zrealizował też film. W 2002 wydał napisaną wspólnie z żoną książkę Pilgrims, którą ilustrowały zdjęcia żony, znanej fotografki Leny Herzog.
W 2009 został uznany przez „Time” za jednego ze 100 najbardziej wpływowych ludzi na świecie.

## Kariera filmowa

### Wiek XX
Lata 60.
Jego pierwszym zrealizowanym filmem był krótkometrażowy dokument Herakles z roku 1962, w którym porównał współczesnych siłaczy do mitycznych herosów (z tytułowym Heraklesem na czele) i zadał pytanie: „Gdzie obecnie ma ujście cała energia, jaką poświęcają siłacze na ćwiczenia kulturystyczne?”.
W 1964 roku zrealizował film Zabawa w piasku, którego zdecydował się nigdy publicznie nie pokazywać (jedyne co wiemy na temat tego dzieła to tyle, że jego fabuła koncentruje się wokół stada kurczaków oraz grupki dzieci).
W 1967 r. nakręcił Bezprzykładną obronę twierdzy Deutschkreuz, osadzoną współcześnie historię grupki przyjaciół włamujących się do ruin tytułowej twierdzy i udających żołnierzy broniących się przed nieistniejącym wrogiem.
Jako reżyser filmów fabularnych debiutował w 1968 roku Znakami życia, opowiadającymi o żołnierzu imieniem Stroszek, który wegetując w koszarowym miasteczku popada w obłęd. Na ten sam rok przypada również krótkometrażowy film dokumentalny Ostatnie słowa (realizowany równocześnie ze Znakami życia), przedstawiający postać mieszkańca Krety, który jako jedyny zna język, jakim posługiwali się jego przodkowie.
W 1969 r. zrealizował krótkometrażowe Zarządzenie przeciw fanatykom, pełną czarnego humoru, stylizowaną na dokument opowieść o ludziach zaślepionych swoimi pasjami. Było to też przenikliwe studium X muzy, tego, jakie emocje wyzwala spotkanie człowieka z kamerą i możliwość opowiadania przez niego o swoich problemach. W tym samym roku nakręcił także dokument, tym razem bardziej zaangażowany w problemy społeczne. Latający lekarze z Afryki Wschodniej to opowieść o niemieckich lekarzach niosących pomoc w Afryce, którzy przemieszczali się latającym ambulansem. Film pokazał, że Europejczycy patrzą przez pryzmat swojej kultury na społeczności afrykańskie, co jest przyczyną konfliktów i braku zrozumienia.
Kolejny film fabularny Nawet karły były kiedyś małe (często mylnie kwalifikowany w Polsce jako dokument), zrealizowany w 1970 r. był sprzeciwem wobec pustej rewolucji kulturalno-społecznej, jaka przetoczyła się na zachodzie Europy dwa lata przed realizacją przez Herzoga tego filmu.
Lata 70.
W 1971 powstały trzy filmy dokumentalne. Kolejny dokument „zaangażowany”, czyli Upośledzona przyszłość – film zestawiający sytuację niepełnosprawnych dzieci z mniej rozwiniętych rejonów Niemiec z sytuacją osób niepełnosprawnych mieszkających w Stanach Zjednoczonych. Poetycki, fabularyzowany i stylizowany: Fata Morgana (ukazująca stworzenie i koniec świata), skomentowany obrazami Afryki oraz tekstem zaczerpniętym z księgi Majów zatytułowanej Popol Vuh. Jej fragmenty przeczytała niemiecka krytyczka filmowa Lotte Eisner, której Herzog zadedykował swój późniejszy film Zagadka Kaspara Hausera. W tym samym roku powstała Kraina ciszy i ciemności. Opis losów głuchoniewidomej Fini Straubinger, która straciła wzrok i słuch w dzieciństwie, nie załamała się tym jednak i prowadziła działalność edukacyjną, niosąc pomoc podobnym sobie.
Międzynarodowe uznanie i rozgłos Herzog zyskał dzięki filmowi fabularnemu Aguirre, gniew boży (1972) z Klausem Kinskim w tytułowej roli, wielkiej epopei opowiadającej o konkwistadorach szukających w południowoamerykańskiej dżungli mitycznego, złotego miasta El Dorado.
W 1974 zrealizował dokument Wielka ekstaza snycerza Steinera, przedstawiający postać słynnego wicemistrza olimpijskiego, skoczka narciarskiego, tytułowego Steinera (Herzog sam wcześniej skakał, jednak zrezygnował po wypadku swojego dobrego kolegi). Następnie nakręcił Zagadkę Kaspara Hausera (1975) z Brunem S. w roli głównej, opowiadającą prawdziwą historię bawarskiego podrzutka, który zjawił się w XIX w. na rynku w Norymberdze, nie znając ani języka, ani pisma. Film zdobył Grand Prix Jury, Nagrodę FIPRESCI oraz Nagrodę Jury Ekumenicznego na 28. MFF w Cannes.
W 1976 powstały trzy produkcje: Nikt się nie chce ze mną bawić, krótkometrażowy film opowiadający o ostracyzmie wśród dzieci; Ile drzewa naciąłby świstak. Uwagi na temat nowego języka – ukazujący społeczność amerykańskich Amiszów oraz postać profesjonalnego licytatora; wreszcie fabularne Szklane serce. Podczas jego realizacji Herzog hipnotyzował aktorów, aby oddać wrażenie zbiorowych hipnozy i szaleństwa. Film oparty został na bawarskich legendach i rozdziale z książki niemieckiego reżysera Herberta Achternbuscha. Opowiadał historię jasnowidza, który przewidział pożar huty szkła oraz właściciela huty, który dopuszcza się rytualnego mordu, aby odnaleźć zaginioną recepturę pozwalającą wytapiać rubinowe szkło.
W 1977 powstały dwa filmy: dokumentalny Pod wulkanem oraz fabularny Stroszek. W Pod wulkanem Herzog wraz ze swoim operatorem sfilmowali opuszczoną wyspę, której groził wybuch wulkanu, oraz przedstawili losy kilku osób, które postanowiły nie uciekać i zostać na wyspie. Stroszek był filmem obiecanym odtwórcy głównej roli Brunonowi S., po tym  jak Herzog zrezygnował z jego udziału w filmie Woyzeck (który powstał później z udziałem Klausa Kinskiego). Dzieło przedstawiało losy tytułowego ulicznego grajka, prostytutki oraz starca, którzy jadą do Stanów Zjednoczonych w poszukiwaniu lepszego życia.
W 1979 powstały dwie fabuły: przeróbka niemego filmu Murnaua Nosferatu wampir (udział w konkursie głównym na 29. MFF w Berlinie, Srebrny Niedźwiedź za najlepszą scenografię) oraz Woyzeck (na podstawie sztuki Georga Büchnera; udział w konkursie głównym na 32. MFF w Cannes, nagroda dla najlepszej aktorki drugoplanowej dla Evy Mattes).
Lata 70. w karierze reżysera zamyka dyptyk dokumentalny zrealizowane w Ameryce dla telewizji. Kazanie pastora Huie (zapis mszy czarnej społeczności z Harlemu) oraz  Wiara i waluta (zapis programu gwiazdy telewizyjnej, pastora Gene’a Scotta) – ukazywały religijność biednych i bogatych oraz głowy ich kościołów.
Lata 80.
Kolejnym sukcesem był Fitzcarraldo (nakręcony na podstawie wcześniej napisanej powieści pod tym samym tytułem). W rolę tytułowego bohatera wcielił się Klaus Kinski, produkcja powstała po ogromnych trudnościach (wcześniej główną rolę miał zagrać Jason Robards, a jego pomocnika miał grać Mick Jagger – fragmenty z ich udziałem pokazał Herzog w późniejszym filmie o Kinskim Mój najlepszy wróg). Na planie filmu przeciągano przez górę prawdziwy, ważący 340 ton parostatek (udział w konkursie głównym na 35. MFF w Cannes, Złota Palma dla najlepszego reżysera).
Kolejne trzy filmy reżyser zrealizował w 1984. Ballada o małym żołnierzu to dokument ukazujący losy młodych żołnierzy, wysyłanych po krótkim szkoleniu na pewną śmierć. W tym samym roku powstał zapis przygotowań do wyprawy wysokogórskiej, dokonanej następnie przez Reinholda Messnera – Gasherbrum – lśniąca góra. Tam, gdzie śnią zielone mrówki to już fabuła, nakręcona w Australii, skupiała się na konflikcie między przedstawicielami cywilizacji białych ludzi z tamtejszymi Aborygenami.
Na rok 1986 przypada film będący autoportretem Herzoga, uchwyconego w trakcie przygotowań do kolejnych projektów (m.in. Krzyku kamienia) – Portret Wernera Herzoga.
W 1987 reżyser zrealizował Cobra Verde – historię brazylijskiego bandyty Francisca Manuela Da Silvy, który zostaje zesłany do Afryki i – ku zaskoczeniu swoich pracodawców – odnosi sukces w handlu niewolnikami. Podczas realizacji filmu doszło do szeregu nieporozumień na linii Herzog-Kinski, co zaowocowało ucieczką aktora z planu i zerwaniem współpracy. Pracę nad filmem zarejestrował w swoim filmie dokumentalnym Steff Gruber (Location Africa), a opisał w jednym ze swoich reportaży Bruce Chatwin, autor książki, na podstawie której powstał film.
W 1988 Herzog nakręcił część zbiorowego przedsięwzięcia (obok m.in. Wajdy i Lyncha), dot. różnych spojrzeń na Francję i Francuzów, zatytułowanego Les Gauloises.
W 1989 r. powstał film dok. opowiadający o jednym z afrykańskich plemion, Wodaabe, pasterze słońca.
Lata 80. zamknął dokumentem o śledztwie prowadzonym przez Michaela Goldsmitha, dziennikarza podążającego śladami okrutnego dyktatora Jeana-Bedela Bokassy.
Lata 90.
Początek lat 90. to dokument Jag Mandir – Ekscentryczny, prywatny teatr Maharadży z Udaipur – poetycki zapis kolorowego przedstawienia, które przekształca się w misterium, oraz fabularny film Krzyk kamienia (1991) – opowieść o rywalizacji doświadczonego alpinisty z mistrzem wspinaczki na ściankach (oba z 1991 r.). Była to jego ostatnia fabuła do czasu Niezwyciężonego z 2001 r.
Rekolekcje na temat mroku (1992), zapis zniszczeń wojennych (płonących szybów naftowych zestawionych z muzyką operową). Była to kontynuacja poetyckiej wędrówki zapoczątkowanej przez Fata Morganę, zamkniętej w formie trylogii filmem Odległa, błękitna planeta z 2005 roku.
Dzwony z głębi (1993) to obraz „rosyjskiej duszy”, tamtejszej mentalności i religijności, efekt podróży po sanktuariach i odciętych od świata wsiach, uznany powszechnie za najbardziej zbliżony do fabuły ze wszystkich jego dokumentów.
Przemiana świata poprzez muzykę (1994) była zapisem dokonanym w trakcie wydarzenia, tym razem podczas Festiwalu Wagnerowskiego. Herzog przedstawił tajniki przygotowywania opery.
Gesualdo, śmierć na pięć głosów, z 1995 roku to w wielu miejscach zmyślona biografią wybitnego tytułowego muzyka, stylizowaną na kryminał i będąca – jak poprzednie dzieło – filmem muzycznym.
Sukcesem (nom. do Emmy) okazał się dokument Mały Dieter chciałby latać (1997), odtwarzający pojmanie i ucieczkę Ditera Denglera – do tego tematu powrócił Herzog w 2006 r. realizując fabularną Operację Świt.
Mój najlepszy szatan z 1999 podsumowywał współpracę reżysera z aktorem Klausem Kinskim. Reżyser udał się w podróż do miejsc, w których przed laty powstały filmy z udziałem Kinskiego, rozmawiał także z aktorami i współpracownikami, jacy towarzyszyli mu przy tamtych produkcjach.
W dokumencie Skrzydła nadziei Herzog wybrał podobną stylistykę co w Małym Dieterze, aby opowiedzieć o przetrwaniu w dżungli głównej bohaterki Juliane Kopecke. Zdradził również, w jaki sposób jej losy łączyły się z wydarzeniami z jego życia.

### Wiek XXI
Pierwszym filmem fabularnym powstałym w tym okresie był Niezwyciężony (2001) – osadzona w latach 30. na Kresach Wschodnich oraz w Berlinie alegoryczna opowieść o Zishe Breitbarcie, urodzonym w Polsce siłaczu żydowskiego pochodzenia. W tym samym roku powstał krótkometrażowy film Piligrimage, zapis procesji zarejestrowany w Ameryce Łacińskiej.
W 2002 r. Herzog zrealizował część zbiorowej produkcji 10 min. później Trąbka, zatytułowaną Dziesięć tysięcy lat starsi, o skutkach ekspansji cywilizacji Zachodu w Ameryce Południowej.
W 2003 r. powstał dokument Koło czasu o tybetańskich pielgrzymach, zestawiający wzniosłość przeżyć religijnych jednostek z zachowaniami stadnymi.
Ponowny sukces i uznanie krytyki zyskał dzięki kolejnym filmom dokumentalnym. Biały diament powstał w 2004 i opowiadał o losach angielskiego inżyniera Grahama Dorringtona, który zbudował najmniejszy sterowiec na świecie. Odległa, błękitna planeta z 2005, została określona przez samego Herzoga jako „fikcja s-f”. Przedstawiała postać kosmity (w tej roli Brad Dourif), opowiadającego o niemożności wypraw międzyplanetarnych. W tym samym roku powstał Grizzly Man, poetycka, lecz także okrutna biografia człowieka, który kilkanaście lat swego życia spędził wśród niedźwiedzi.
W 2006 zrealizował fabułę finansowaną przez Hollywood, Operacja świt (osadzoną w początkach konfliktu wietnamskiego). W głównej roli wystąpił Christian Bale, odtwarzający postać głównego bohatera poprzedniego filmu Herzoga – Mały Dieter chce latać.
W 2007 roku nakręcił dokument Spotkania na krańcach świata, które okazały się jego kolejnym sukcesem, co zostało potwierdzone przez nominację tego filmu do Oscara w roku 2008. Kolejną realizacją była kontynuację filmu Abla Ferrary Zły porucznik.

## Wpływ na kulturę
Do silnego wpływu twórczości Herzoga na ich dokonania przyznali się tacy reżyserzy jak: David Lynch (Zagadka Kaspara Hausera zainspirowała go do nakręcenia Człowieka słonia; w 2009 r. wyprodukował film Herzoga Synu, synu, cóżeś ty uczynił?), Francis Ford Coppola (który inspirował się filmem Aguirre, gniew boży podczas kręcenia Czasu apokalipsy), a także polscy twórcy, jak Filip Bajon. Scenarzysta i reżyser amerykański Zak Penn nakręcił Incydent w Loch Ness – parodię filmu dokumentalnego – na podstawie napisanego wraz z Herzogiem scenariusza.
Ian Curtis, lider grupy Joy Division zobaczył w telewizji film Stroszek. Tego samego dnia popełnił samobójstwo. Na tej niepotwierdzonej informacji bazowały filmy opowiadające o tym muzyku, 24 Hour Party People Michaela Winterbottoma, oraz Control Antona Corijbina, oba pokazując sceny z dzieła Herzoga.
Niemiecki zespół muzyczny Popol Vuh wziął nazwę z inspiracji Herzoga. Następnie współpracował, zwłaszcza frontman Florianem Fricke, przy oprawie kilku filmów Herzoga, m.in. Aguirre, Nosferatu oraz Fitzcarraldo. Wspomniany wyżej zespół Joy Division wydał płytę, już po śmierci lidera, która w formie winylowej zawierała zdanie: „Kurczaki nie chcą się zatrzymać” (na stronie A) oraz wers: „Kurczaki zatrzymują się tu” (na stronie B) – co było aluzją do finału Stroszka. Brytyjska piosenkarka rockowa Kate Bush skomponowała piosenkę Hallo Earth, która zawierała fragment z gruzińskiej piosenki Zinskaro, wykorzystanej przez Herzoga w Nosferatu (Bush dziękowała reżyserowi za inspirację na okładce płyty).
Philippe Petit, artysta, który był bohaterem filmu Człowiek na linie, podczas wręczenia nagród Amerykańskiej Akademii Filmowej, odbierając statuetkę za Najlepszy Film Dokumentalny (wraz z reżyserem Jamesem Marshem), podziękował Herzogowi za przyjaźń i pomoc. Pokazał także złotą monetę, jaką Herzog dał mu na szczęście, po czym sprawił, że moneta zniknęła.

## Ważni współpracownicy

### Aktorzy
Aktorzy pierwszego planu
- Klaus Kinski, w: Aguirre, gniew boży, Nosferatu wampir, Woyzeck, Fitzcarraldo, Cobra Verde oraz Mój najlepszy wróg
- Bruno S., w: Zagadka Kaspara Hausera oraz Stroszek
- Brad Dourif, w: Krzyk kamienia, Odlegla, błękitna planeta, Zły porucznik oraz Synu, synu, cóżeś ty uczynił?
- Josef Bierbichler w: Szklane serce oraz Woyzeck
- Eva Mattes w Woyzecku oraz Stroszku

Aktorzy drugiego planu
- Clemens Scheitz w Zagadce Kaspara Hausera, Szklanym Sercu, Stroszku oraz Nosferatu
- José Lewgoy w Fitzcarraldo oraz Cobra Verde
- Volker Prechtel w Szklanym Sercu, Woyzecku oraz Krzyku kamienia
- Peter Berling w Aguirre, gniew boży oraz Cobra Verde

### Członkowie ekipy filmowej
Thomas Mauch
Autor zdjęć do wielu filmów fabularnych i dokumentalnych Herzoga. Obok Jörga Schmidt-Reitweina stały współpracownik reżysera z lat 1968-1982. Ich pierwszym wspólnie zrealizowanym filmem były Znaki życia (równocześnie z Ostatnimi słowami). Był pierwszym wyborem Herzoga do zajęcia się oprawą zdjęciową jego filmu Cobra Verde, jednak pod naciskiem aktora Klausa Kinskiego został zwolniony (zastąpił go Victor Ruzicka).
Jörg Schmidt-Reitwein
Malarz, z wykształcenia fizyk. Był 2. operatorem przy filmie Nawet karły były kiedyś małe. Obok Tomasa Maucha stały współpracownik Herzoga na przestrzeni lat 1969-1996. Ostatnim wspólnym filmem był krótkometrażowy Pielgrzymi. Pomógł reżyserowi współtworzyć poetycki styl filmów, m.in. : Zagadka Kaspara Hausera, Szklane Serce, Nosferatu, Woyzeck.
Peter Zeitlinger
Po raz pierwszy spotkali się z Herzogiem podczas realizacji filmu Śmierć na pięć głosów. Od tego czasu odpowiada za oprawę wizualną wszystkich filmów reżysera, m.in. Operacji Świt czy Spotkań na krańcach świata.
Henning von Gierke
Malarz. Odpowiadał za scenografię filmów Herzoga (Zagadka Kaspara Hausera, Szklane Serce, Fitzcarraldo). Za scenografię do Nosferatu wampira otrzymał Srebrnego Lwa na MFF w Berlinie (w 1979 r.). Od połowy lat 80. pomagał Herzogowi w tworzeniu niektórych oper (scenografia i kostiumy), m.in. Dziewica z jeziora oraz Lohengrin. Pojawił się w filmie Transformacja świata poprzez muzykę.
Popol Vuh
Herzog współpracował z zespołem Floriana Frickego przy oprawie swoich fabuł: Nawet karły były kiedyś małe, Aguirre, Szklane serce, Nosferatu, Fitzcarraldo oraz Cobra Verde. Zespół zilustrował także dwa dokumenty reżysera: Wielka ekstaza snycerza Steinera i Geshebrum, lśniąca góra. Herzog wykorzystał także kompozycję zespołu w ścieżce dźwiękowej do filmu Operacja świt. Fricke pojawił się także w filmie Zagadka Kaspara Hausera, w którym wykonywał swój utwór Agnus Dei.
Beate Mainka-Jellinghaus
Montażystka. Karierę rozpoczynała współpracując z Herzogiem przy Znakach życia. Potem stale, na przestrzeni lat 1968–1984, m.in. Aguirre, Szklane serce oraz Fitzcarraldo.
Walter Saxer
Stały współpracownik. Szef wytwórni założonej przez Herzoga Werner Herzog Filmproduktion; odpowiedzialny za produkcję większości filmów Herzoga.

## Styl filmowy
Jego twórczość uchodzi za trudną w odbiorze, wizyjną, bardzo emocjonalną. Herzog, nawiązując do egzystencjalizmu i literatury romantycznej, wielokrotnie podejmował temat szaleństwa i zachowań ludzkich w sytuacjach ekstremalnych. Specyficzny dla filmów Herzoga jest mistycyzm (np. często eksponowanych scen przyrody) oraz deliryczne, odrealnione kreacje świata i bohaterów (Szklane serce, Nosferatu).
Filmy dokumentalne fabularyzuje (jak np. „Bokassa, echa mrocznego imperium” – przypominają z początku film sensacyjny, „Gesualdo, śmierć na pięć głosów” – kryminał), natomiast realizując fabuły używa technik zarezerwowanych dla filmów dokumentalnych (np. kamera z ręki, montaż). W obu przypadkach przyświeca mu jeden cel: dojście do „ekstatycznej prawdy” zawartej w materiale filmowym, i wywołanie tego stanu emocjonalnego u widzów.
Przeważnie nie realizuje filmów w studiu, wybierając rzeczywiście istniejące plenery (wyjątkiem są Niezwyciężony i Operacja świt, częściowo kręcone studyjnie). Eksponuje w swoich produkcjach przyrodę, krajobrazy odzwierciedlają jego zdaniem stan ducha jego bohaterów. Pokazuje często zwierzęta, jak: małpy (Aguirre, Woyzeck, Bokassa), kraby (Cobra Verde, Bokassa, Niezwyciężony) czy szczury (Nosferatu). Stosuje zdjęcia statyczne i tzw. „z ręki”. Często stylizuje zdjęcia na obrazy znanych artystów, jak to zrobił w Szklanym sercu (wzorował się na twórczości Georges’a de la Toura), w Nosferatu (wpływy malarstwa flamandzkiego), w Woyzecku (Rubens).
Wielokrotnie pokazywał na ekranie wizualizację wizji i snów, jakie mieli jego bohaterowie: załoga z filmu Aguirre, Hias ze Szklanego serca, Hauser z Zagadki Kaspara Hausera, Lucy z Nosferatu, Julianes ze Skrzydeł nadziei czy Zische z Niezwyciężonego. Aby to zrobić używał archiwalnych materiałów (Nosferatu, Operacja Świt), lub nagrywał materiał filmowy wyświetlany na innym ekranie. Na skutek tego widać było strukturę płótna z jakiego zrobiono ekran, widać to np. w Szklanym sercu. Jeśli kamera była usytuowana blisko ekranu, otrzymane zdjęcia charakteryzowały się pulsującym światłem (Zagadka Kaspara Hausera). Często odwoływał się do lat 20. w kinematografii niemieckiej, tzw. ekspresjonizmu (eksperymentując ze światłem).

## Nagrody i nominacje
| Rok  | Nagroda                                                  | Kategoria                                                    | Film                                              | Rezultat  |
| ---- | -------------------------------------------------------- | ------------------------------------------------------------ | ------------------------------------------------- | --------- |
| 1968 | 18. MFF w Berlinie                                       | Złoty Niedźwiedź                                             | Znaki życia (1968)                                | Nominacja |
| 1968 | 18. MFF w Berlinie                                       | Srebrny Niedźwiedź – Nagroda Grand Prix Jury                 | Znaki życia (1968)                                | Wygrana   |
| 1968 | Niemiecka Nagroda Filmowa                                | Najlepszy reżyser                                            | Znaki życia (1968)                                | Nominacja |
| 1968 | Niemiecka Nagroda Filmowa                                | Najlepszy film                                               | Znaki życia (1968)                                | Wygrana   |
| 1971 | Międzynarodowy Festiwal Filmowy w Mannheim i Heidelbergu | Nagroda Interfilmowa                                         | Kraina ciszy i ciemności (1971)                   | Wygrana   |
| 1972 | Międzynarodowy Festiwal Filmowy w Valladolid             | Złoty Kłos: Najlepszy film                                   | Kraina ciszy i ciemności (1971)                   | Nominacja |
| 1973 | Niemiecka Nagroda Filmowa                                | Najlepszy film                                               | Aguirre, gniew boży (1972)                        | Nominacja |
| 1975 | 28. MFF w Cannes                                         | Grand Prix                                                   | Zagadka Kaspara Hausera (1974)                    | Wygrana   |
| 1975 | 28. MFF w Cannes                                         | Złota Palma                                                  | Zagadka Kaspara Hausera (1974)                    | Nominacja |
| 1975 | 28. MFF w Cannes                                         | Nagroda FIPRESCI                                             | Zagadka Kaspara Hausera (1974)                    | Wygrana   |
| 1975 | 28. MFF w Cannes                                         | Nagroda Jury Ekumenicznego                                   | Zagadka Kaspara Hausera (1974)                    | Wygrana   |
| 1976 | César                                                    | Najlepszy film zagraniczny                                   | Aguirre, gniew boży (1972)                        | Nominacja |
| 1977 | Międzynarodowy Festiwal Filmowy w Valladolid             | Złoty Kłos: Najlepszy film                                   | Szklane serce (1976)                              | Nominacja |
| 1978 | Krakowski Festiwal Filmowy                               | Wyróżnienie w międzynarodowym konkursie                      | Pod wulkanem (1977)                               | Wygrana   |
| 1978 | Niemiecka Nagroda Filmowa                                | Najlepszy film krótkometrażowy                               | Pod wulkanem (1977)                               | Wygrana   |
| 1979 | 32. MFF w Cannes                                         | Złota Palma                                                  | Woyzeck (1979)                                    | Nominacja |
| 1979 | 29. MFF w Berlinie                                       | Złoty Niedźwiedź                                             | Nosferatu wampir (1979)                           | Nominacja |
| 1979 | Niemiecka Nagroda Filmowa                                | Najlepszy reżyser                                            | Nosferatu wampir (1979)                           | Nominacja |
| 1982 | 35. MFF w Cannes                                         | Najlepszy reżyser                                            | Fitzcarraldo (1982)                               | Wygrana   |
| 1982 | 35. MFF w Cannes                                         | Złota Palma                                                  | Fitzcarraldo (1982)                               | Nominacja |
| 1982 | Złoty Glob                                               | Najlepszy film nieanglojęzyczny                              | Fitzcarraldo (1982)                               | Nominacja |
| 1982 | Nagroda BAFTA                                            | Najlepszy film zagraniczny                                   | Fitzcarraldo (1982)                               | Nominacja |
| 1982 | Międzynarodowy Festiwal Filmowy w San Sebastián          | Nagroda OCIC                                                 | Fitzcarraldo (1982)                               | Wygrana   |
| 1990 | 47. MFF w Wenecji                                        | Nagroda Filmcritica „Bastone Bianco” – wyróżnienie specjalne | Bocassa - echa mrocznego imperium (1990)          | Wygrana   |
| 1991 | 48. MFF w Wenecji                                        | Złoty Lew                                                    | Krzyk kamienia (1991)                             | Nominacja |
| 1999 | Nagroda Emmy                                             | Najlepszy europejski film dokumentalny                       | Mały Dieter chciałby latać (1997)                 | Nominacja |
| 1999 | Europejska Nagroda Filmowa                               | Najlepszy europejski film dokumentalny                       | Mój ukochany wróg (1999)                          | Nominacja |
| 2001 | 58. MFF w Wenecji                                        | Kino Współczesności: Lew Roku                                | Niezwyciężony (2001)                              | Nominacja |
| 2002 | 55. MFF w Cannes                                         | Un Certain Regard                                            | Dziesięć minut później – Trąbka (2002)            | Nominacja |
| 2002 | Krakowski Festiwal Filmowy                               | Nagroda Smoka Smoków                                         | –                                                 | Wygrana   |
| 2005 | 62. MFF w Wenecji                                        | Najlepszy film                                               | Odległa błękitna planeta (2005)                   | Nominacja |
| 2005 | 62. MFF w Wenecji                                        | Nagroda FIPRESCI: Sekcje równoległe                          | Odległa błękitna planeta (2005)                   | Wygrana   |
| 2005 | Sundance Film Festival                                   | Wielka Nagroda Jury                                          | Grizzly Man (2005)                                | Nominacja |
| 2005 | Sundance Film Festival                                   | Nagroda za film fabularny im. Alfreda P. Sloana              | Grizzly Man (2005)                                | Wygrana   |
| 2008 | Nagroda Satelita                                         | Najlepszy pełnometrażowy film dokumentalny                   | Spotkania na krańcach świata (2007)               | Nominacja |
| 2009 | 81. Nagroda Akademii Filmowej                            | Najlepszy pełnometrażowy film dokumentalny                   | Spotkania na krańcach świata (2007)               | Nominacja |
| 2009 | Independent Spirit Awards                                | Najlepszy film dokumentalny                                  | Spotkania na krańcach świata (2007)               | Nominacja |
| 2009 | 62. MFF w Wenecji                                        | Złoty Lew                                                    | Synu, synu, cóżeś ty uczynił? (2009)              | Nominacja |
| 2009 | 62. MFF w Wenecji                                        | Złoty Lew                                                    | Zły porucznik (2009)                              | Nominacja |
| 2009 | 62. MFF w Wenecji                                        | Nagroda pozaregulaminowa                                     | Zły porucznik (2009)                              | Wygrana   |
| 2015 | 65. MFF w Berlinie                                       | Złoty Niedźwiedź                                             | Królowa pustyni (2015)                            | Nominacja |
| 2016 | Międzynarodowy Festiwal Filmowy w Monachium              | Wyróżnienie                                                  | Lo i stało się. Zaduma nad światem w sieci (2016) | Wygrana   |
| 2019 | Międzynarodowy Festiwal Filmowy w Gijón                  | Najlepszy film                                               | Nomada. Na tropie Bruce’a Chatwina (2019)         | Nominacja |
| 2019 | Europejska Nagroda Filmowa                               | Nagroda za całokształt twórczości                            | –                                                 | Wygrana   |

## Odznaczenia
- 2012 – Krzyż Zasługi I Klasy Orderu Zasługi Republiki Federalnej Niemiec (Niemcy)[10]

## Filmografia

### Filmy fabularne
Pełnometrażowe
- Znaki życia (Signs of Life, 1968)
- Nawet karły były kiedyś małe (Auch Zwerge haben klein angefangen, 1970)
- Aguirre, gniew boży (Aguirre, der Zorn Gottes, 1972)
- Zagadka Kaspara Hausera (Jeder für sich und Gott gegen alle, 1974)
- Szklane serce (Herz aus Glas, 1976)
- Stroszek (1977)
- Nosferatu wampir (Nosferatu: Phantom der Nacht, 1979)
- Woyzeck (1979)
- Fitzcarraldo (1982)
- Tam, gdzie śnią zielone mrówki (Where the Green Ants Dream, 1984)
- Cobra Verde (1987)
- Krzyk kamienia (Cerro Torre: Schrei aus Stein, 1991)
- Niezwyciężony (Invincible, 2001)
- Operacja świt (Rescue Dawn, 2007)
- Zły porucznik (Bad Lieutenant: Port of Call New Orleans, 2009)
- Synu, synu, cóżeś ty uczynił? (My Son, My Son, What Have Ye Done, 2009)
- Królowa pustyni (Queen of the Desert, 2015)
- Spółka rodzinna (Family Romance, LLC, 2019)

Krótkometrażowe
- Herakles (1962)
- Bezprzykładna obrona twierdzy Deutschkreutz (Beispiellose Verteidigung der Festung Deutschkreuz, 1967)
- Ostatnie słowa (Letzte Worte, 1968)
- Zarządzenie przeciw fanatykom (Maßnahmen gegen Fanatiker, 1969)
- Nikt się nie chce ze mną bawić (Mit mir will keiner spielen, 1976)
- O Soave Fanciulla (2009)

### Filmy dokumentalne
Pełnometrażowe
- Ogniste kule: goście z odległych światów (Fireball: Visitors from Darker Worlds, 2020)
- Nomada. Na tropie Bruce’a Chatwina (Nomad: In the Footsteps of Bruce Chatwin, 2019)
- Herzog/Gorbaczow (Meeting Gorbachev, 2018)
- Inferno (Into the Inferno, 2016)
- Lo i stało się. Zaduma nad światem w sieci (Lo and Behold: Reveries of the Connected World, 2016)
- Otchłań. Opowieść o życiu i śmierci (Into the Abyss, 2011)
- Jaskinia zapomnianych snów (Cave of Forgotten Dreams, 2010)
- Spotkania na krańcach świata (Encounters at the End of the World, 2007)
- Odległa błękitna planeta (Wild Blue Yonder, 2005)
- Grizzly Man (2005)
- Biały diament (White Diamond, 2004)
- Koło czasu (Rad der Zeit, 2003)
- Mój ukochany wróg (Mein liebster Feind – Klaus Kinski, 1999)
- Dzwony z głębi: Wiara i przesądy w Rosji (Glocken aus der Tiefe, 1993)
- Lekcje ciemności (Lektionen in Finsternis, 1992)
- Bokassa - echa mrocznego imperium (Echos aus einem düstern Reich, 1990)
- Kraina ciszy i ciemności (Land des Schweigens und der Dunkelheit, 1971)
- Fata Morgana (1971)

Produkcje telewizyjne
- Latający lekarze z Afryki Wschodniej (Fliegenden Ärzte von Ostafrika, 1969)
- Ile drzewa naciąłby świstak. Uwagi na temat nowego języka (How much Wood would a Woodchuck chuck... – Beobachtungen zu einer neuen Sprache, 1976)
- Wiara i waluta (Glaube und Währung, 1980)
- Kazanie pastora Huie (Huies Predigt, 1980)
- Gasherbrum – lśniąca góra (Gasherbrum – Der leuchtende Berg, 1984)
- Ballada o małym żołnierzu (Ballade vom kleinen Soldaten, 1984)
- Wodaabe, pasterze słońca (Wodaabe – Die Hirten der Sonne. Nomaden am Südrand der Sahara, 1989)
- Jag Mandir – Ekscentryczny, prywatny teatr Maharadży z Udaipur (Jag Mandir: Das excentrische Privattheater des Maharadscha von Udaipur, 1991)
- Przemiana świata poprzez muzykę (Verwandlung der Welt in Musik, Die, 1994)
- Śmierć na pięć głosów (Tod für fünf Stimmen, 1995)
- Mały Dieter chciałby latać (Little Dieter Needs to Fly, 1997)
- Skrzydła nadziei (Julianes Sturz in den Dschungel, 2000)

Krótkometrażowe
- 10 minut później: Trąbka (Ten Minutes Older: The Trumpet, 2002, epizod)
- Pielgrzymka (Pilgrimage, 2001)
- Les Gauloises (1988)
- Portret Wernera Herzoga (Portrait Werner Herzog, 1986)
- Pod wulkanem (Soufrière – Warten auf eine unausweichliche Katastrophe, 1977)
- Wielka ekstaza snycerza Steinera (Große Ekstase des Bildschnitzers Steiner, 1974)
- Upośledzona przyszłość (Behinderte Zukunft?, 1971)
- Zabawa w piasku (Spiel im Stand, 1964)

## Opery
- Doktor Faustus (1986, Teatro Comunale Bologna)
- Lohengrin (1987, Festival Bayreuth)
- Giovanna d'Arco (1989, Teatro Comunale Bologna)
- Lohengrin (1991)
- Pani jeziora (1992, La Scala)
- Latający Holender (1993, L’Opéra de la Bastille)
- Il Guarany (1993, Opera Bonn)
- Norma (1994, Arena di Verona)
- Il Guarany (1996, The Washington Opera)
- Chushingura (1997, Tokyo Opera)
- Tannhäuser (1997, 1998 Teatro de la Maestranza, Teatro di San Carlo, Teatro Massimo)
- Czarodziejski flet (1999, Teatro Bellini)
- Fidelio (1999, Teatro alla Scala)
- Tannhäuser (2000, Baltimore Opera Company)
- Giovanna d'Arco (2001, Teatro Carlo Felice)
- Tannhäuser (2001, Teatro Municipal oraz Houston Grand Opera)
- Czarodziejski flet (2001, Baltimore Opera)
- Latający Holender (2002, DomStufen Festspiele)
- Parsifal (2008, Palau de les Arts)

## Teatr
- Sen nocy letniej (1992, Teatro Joao Caetano)
- Varété (1993, Hebbel Theatre)
- Specialitaeten (1993, Etablissement Ronacher)

## Książki
- Idąc przez lód (1974)
- Fitzcarraldo (1982)
- Pilgrims (2002, wraz z żoną Leną)
- Herzog on Herzog (2003, wraz z Paulem Croninem)
- Conquest of the Useless: Reflections from the Making of Fitzcarraldo (2009)

Wydane zostały (po angielsku i niemiecku) także wszystkie scenariusze jego filmów fabularnych do roku 1987, oraz dwóch filmów dokumentalnych: Fata Morgany oraz Krainy milczenia i ciemności.